# Statut Biskupów Starokatolickich Zjednoczonych w Unii Utrechckiej
Statut Biskupów Starokatolickich Zjednoczonych w Unii Utrechckiej – statut regulujący stosunki prawne w Unii Utrechckiej zastępujący dotychczasową Umowę Biskupów Starokatolickich Unii Utrechckiej i jej Regulamin. 
Statut Biskupów Starokatolickich Zjednoczonych w Unii Utrechckiej stwierdza, iż w skład Międzynarodowej Konferencji Biskupów Starokatolickich (MKBS) wchodzą biskupi poszczególnych kościołów członkowskich, którzy są obowiązani uzgadniać wszelkie posunięcia w sferze dogmatyki i dyscypliny kościelnej oraz informować się o praktyce duszpasterskiej. Biskupi kościołów Unii konsekrują się nawzajem, natomiast konsekracja biskupa kościoła spoza Unii wymaga zgody Konferencji. Konferencja zbiera się co najmniej raz do roku. Dokument został przyjęty 25 maja 2000 roku na Międzynarodowej Konferencji Biskupów Starokatolickich we Wrocławiu.